# Bratislavia unidentata
Bratislavia unidentata är en ringmaskart som först beskrevs av Harman 1973.  Bratislavia unidentata ingår i släktet Bratislavia och familjen glattmaskar. Inga underarter finns listade i Catalogue of Life.